# Robertas Javtokas

1. 15 Robertas Javtokas i landslagets tröja.

Robertas Javtokas, född 20 mars 1980 i Šiauliai, är en litauisk basketspelare. Javtokas är 2,11 meter lång och väger 122 kilo. Han spelar på positionen center. Han har spelat för Litauens herrlandslag i basket sedan år 2000. I NBA draften 2001 valdes han av San Antonio Spurs. Den 15 juli 2010 skrev han på ett kontrakt för den spanska klubben Valencia BC.